# Манастир у Панонхалми
Територијална опатија Паннонхалма (мађарски језик: Pannonhalmi Bencés Főapátság; латински језик: Territorialis Abbatia Santi Martini Monte Pannonia; немачки језик: Abbey Martin Berg) je бенедиктинска опатија на брду св. Мартина (Márton-hegy) поред градића Паннонхалма у северној Мађарској. Смештена је на висини од 282 метара и један је од најстаријих историјских споменика у Мађарској. Верује се да је у подножју овог брда рођен Свети Мартин, по којем је брдо и названо, а по њему се опатија назива и Опатија на Мартиновом брду (Márton-hegyi Apátság). Након Монтекасина у Италији, она је највећа територијална опатија (римокатоличка самостална опатија са својим личним бискупом) на свету. УНЕСКО-ва светска баштина од 1996. године.

## Историја
Краљевић Геза је основао ову опатију 956. године као први бенедиктински самостан у Мађарској, који је за време краља Стефана I (1001) постала средиште Бенедиктинаца у целој Мађарској. Тада је изграђена и посвећена опатијска базилика која се у 13. веку проширила у романтичком, затим у 15. веку у готском стилу.
Самостан је опсежно обновљен и проширен у 17. и 18. веку у барокном стилу. Јозеф II Хабзбуршки, је 1786. године, као и све остале бенедиктинске самостане у држави, распустио опатију. Од 1802. године поновно су се монаси вратили у самостан, али сада с главним задатком образовања. Од 1824. до 1832. године изграђена је монументална библиотека, а од 1868. до 1886. године нова црква.
За време комунизма, већ 1945. године, сви самостани у Мађарској су национализовани. Год. 1995., годину дана пре њеног хиљадитог рођендана, опатија је враћена монасима и обновљена. Следеће године уписана је на УНЕСКО-в списак места Светске баштине у Европи као пример еволуције самостанске архитектуре кроз 1000 година.

## Самостански комплекс
Највеће знаменитости опатије су:
- Готска базилика с криптом из 13. века, коју је проширио Матија Корвин 1472. год. додавши јој нови свод, источне лађе и капелу св. Бенедикта.
- Клаустар се налази на старом улазу у базилику и уређен је у ренесансном стилу 1486. године.
- Монументална библиотека са више од 360.000 наслова изграђена је у 19. веку. Она има средишњу овалну просторију чији је свод осликан алегоријама средњовековних наука: Право, Теологија, Медицина и Уметност. Опатијски архив је ретка и богата збирка докумената од првих векова мађарске државности, као што су: Повеља о оснивању опатије краља Стефана I Светог (1002), као и Повеља о оснивању опатије Тиханy (1055) која садржи најстарије записе речи и фраза на мађарском језику.
- Барокни рефекторијум који је осликан илузионистичким сликама у другој половини 1720-их.
- Опатијска уметничка збирка која је друга највећа у Мађарској
- Неокласицистички Миленијумски споменик (1896) је један од седам споменика подигнутих поводом хиљадугодишњице доласка Мађара у Панонију 1896. године. Изворно је то био 26 метара висок торањ с двоструком куполом и колосалним месинганим рељефом Круне св. Стефана. Због запуштености спољни омотач је уклоњен 1930-их и данас има облик просторије с плитком куполом (изворно унутрашња купола).
- Госпојинина капела (1714) има три барокна олтара и мале оргуље, а била је намењена пуку који је живео изван опатије. Испод капеле се налази крипта опатијских монаха.
- Ботаничка башта је основана 1830. године садњом 80 врста дрвећа и грмља из околине опатије. Данас има више од четири стотине врста дрвећа и грмља од којих су многи мађарски ендеми.

- Повеља о оснивању опатије (1002)
- Унутрашњост базилике св. Мартина
- Врата из клаустра у базилику
- Витраж св. Мартина с прочеља базилике
- Детаљ звоника

## Спољашне везе
- Opatija Pannonhalma Архивирано на веб-сајту  (4. јул 2019)